# Дарчели
Дарчели (груз. დარჩელი) — село в Грузии. Находится в Зугдидском муниципалитете края Самегрело-Верхняя Сванетия. Расположено на Одишской низменности, по правому берегу реки Джуми (левый приток реки Ингури), на высоте 10 м над уровнем моря.
Расстояние до Зугдиди — 10 км. По результатам переписи 2014 года с селе проживало 2781 человека.
Основной источник дохода населения — сельское хозяйство (орехи). В селе имеется средняя школа.

## История
В исторических источниках село Дарчели впервые упоминается в XVII веке. К тому времени здесь находился один из дворцов абхазского католикоса.